# Сверрир Сигурдссон
Сверрир (Сверре) Сигурдссон или Сверрир Норвежский (норв. Sverre Sigurdsson, др.-исл. Sverrir Sigurðarson, 1151 (или 1145) — 9 марта 1202) — король Норвегии (1184—1202), выдававший себя за сына Сигурда Мунна, короля из династии Хорфагеров.

## Биография до прихода к власти

### Рождение и ранние годы
Согласно саге о Сверрире, основном источнике о жизни Сверрира Сигурдссона, он родился в 1151 году на Фарерских островах в семье норвежки Гуннхильды и гребенщика Унаса и считался сыном последнего. Дата рождения подтверждается в саге тем, что Сверрир отправился в Норвегию в возрасте 25 лет, а это случилось в 1176 году. Противники версии о том, что Сверрир являлся сыном короля Сигурда II утверждают, что он не мог родиться позднее 1145 года, поскольку по каноническому праву нельзя было принять сан священника до достижения 30 лет, а сага утверждает, что до отправки в Норвегию Сверрир стал священником. В 1145 году Сигурду II было 12 лет, и он едва ли мог стать отцом, тем более, незаконнорождённого ребёнка. Впрочем, данное доказательство опровергается зафиксированными в скандинавских источниках фактами нарушения канонического права и посвящения в священство до достижения 30 лет.
Сверрир воспитывался у Хрои (Рое или Рои), бывшего епископом Фарерских островов в 1162–1174 гг. Не позднее 1174 года был хиротонисан в священники, однако в следующем году узнал от своей матери, что его настоящий отец – норвежский король Сигурд Харальдссон Мунн (то есть, Рот). После этого Сверрир отправился в Норвегию, где встретился с другим претендентом на престол – Эйстейном III, незаконнорождённым сыном короля Эйстена Харальдссона и, соответственно, двоюродным братом Сверрира (по его версии о родстве с Сигурдом Мунном). Эйстейн III по прозвищу Девчушка (Дева), данному ему за молодой вид, возглавлял фракцию так называемых биркебейнеров (от норв. Birkebeinerne — «берёзовоногие», «лапотники»), основу которой составляли бедные землевладельцы (бонды), крестьяне и другие представители бедноты. Биркебейнеры объединились против короля Магнуса V Эрлингссона и его отца Эрлинга Скакке, которых поддерживали церковные лидеры и богатейшие землевладельцы.

### Борьба за власть в Норвегии
В 1177 году Эйстейн III, провозглашённый биркебейнерами королём, был убит в сражении при Ре, после чего биркебейнеры избрали своим новым лидером Сверрира. Первоначально шансы на успешное восстание были невелики, это, согласно саге, отмечал и сам Сверрир. Он искал поддержки в Швеции у Биргера Бросы, мужа Бригитты Харальдсдоттир, которая по версии Сигурда была его тёткой. Сначала он получил отказ, но затем, Биргер Броса поддержал Сверрира. Тем не менее, уровень поддержки биркебейнеров в Норвегии был слабым – сага утверждает, что начиная военные действия в 1177 году, Сверрир имел не более 70 человек в войске. Однако постепенно войска Сверрира стали пополняться, и через некоторое время биркебейнеры, не воспринимавшиеся в столице всерьёз, стали грозной силой. В итоге, в 1177 году, заняв Нидарос (Тронхейм), на Эйратинге Сверрир был провозглашён своими сторонниками конунгом (королём) Норвегии. После этого на выступление биркебейнеров отреагировали королевские войска во главе с Эрлингом Скакке. Сверрир решил выступить в рискованный зимний поход на Берген, но встретил войска противников в Воссе, из-за чего в Бергене узнали о готовящемся наступлении и смогли организовать оборону, что обрекло силы биркебейнеров на неудачу. Летом 1178 года войска Сверрира потерпели поражение в битве при Нидаросе от жителей этого города во главе с архиепископом Эйстейном Эрлендссоном.

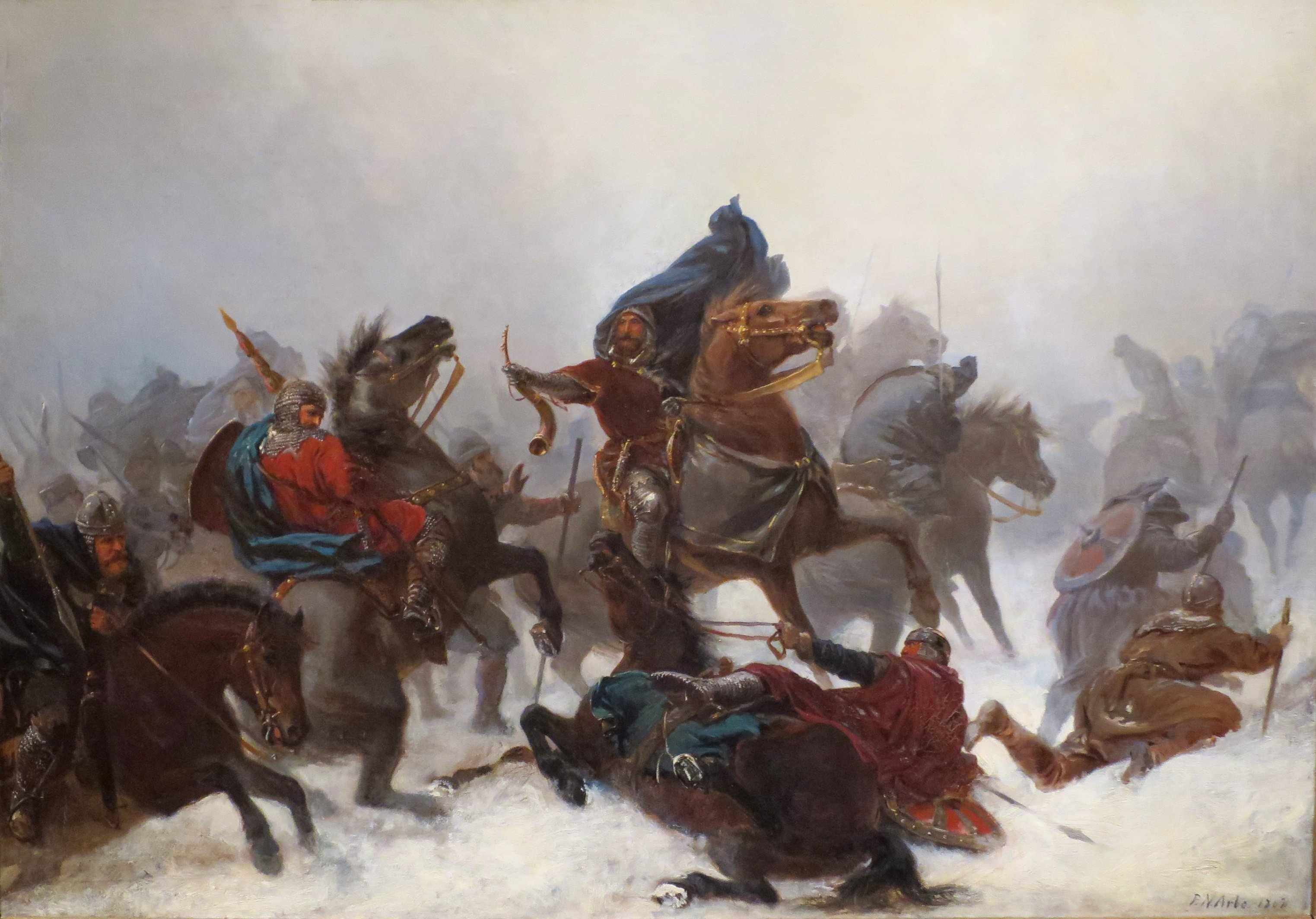
Переход короля Сверрира через горы в Воссе в 1177 году на картине Петера Николая Арбо

19 июня 1179 года в битве при Кальвскиннете войска биркебейнеров одержали победу над королевскими войсками. В этом сражении погиб ярл Эрлинг Скакке, отец короля Магнуса V и командующий его армиями. Это существенно ослабило позиции Магнуса. Власть Сверрира была признана во многих регионах, в том числе, в Трёнделаге. 27 мая 1180 года при Иллеволене возле Тронхейма силы Магнуса были разбиты. В 1181 году у Норднеса биркебейнеры снова одержали победу, после которой Сверрир предложил Магнусу соглашение, но тот отказался сделать Сверрира соправителем. Норвегия разделилась: восточную часть с центром в Тронхейме контролировал Сверрир, а западной из Бергена правил Магнус. Последнему даже удалось нанести ответный удар – в ноябре 1181 года он в Трёнделаге сжёг флот биркебейнеров. В следующем году Магнус осадил Тронхейм, но не смог взять город.
После этого Сверрир начинает действовать решительно, в частности, начинает строить новый флот (например, был построен корабль Mariasuda (в саге – Мариина), самый большой корабль того времени). В 1183 году войска Сверрира захватили Берген, король Магнус бежал в Данию. Вернувшись оттуда в следующем году, Магнус предпринял последнюю попытку противостоять биркебейнерам, но это у него не вышло – в решающей битве у Фимрете 15 июня 1184 года войска Магнуса были разбиты, а он сам погиб. После этого Сверрир объединил Норвегию под своей властью.

## Правление
Большая часть правления Сверрира прошла в восстаниях и гражданских войнах. Множество его современников не признавали короля сыном Сигурда Мунна, оппозиция в лице церковников и богатейших землевладельцев стала объединяться вокруг других представителей династии Хорфагеров. Одним из них был Йон Кувлунг, сын Инге Горбатого, бывший монахом. Группа его сторонников была прозвана «кувлунгами» или «кукольщиками» (от норвежского слова со значением «монашеский плащ», то есть «куколь»). Кувлунг в 1185 году захватил Осло, после чего был провозглашён королём, осенью 1186 года был захвачен Тронхейм. Но закрепить свой успех восставшие не смогли. В 1188 году кувлунги лишились важной крепости Тёнсберг и отступили к Бергену. Однако вскоре город был взят Сверриром. Йон Кувлунг погиб.
Дело кувлунгов было продолжено – епископы и богатые лендрманы составляли основу оппозиции Сверриру Сигурдссону и его биркебейнерам. В начале 1190-х годов формируется партия баглеров (от слова bagall — «епископский жезл»). Её лидером становится епископ Осло Николас Арнессон. Понимая, кто является его главным врагом, Сверрир начинает активно действовать против церкви. В 1190 году Норвегию был вынужден оставить считавший Сверрира самозванцем и цареубийцей архиепископ Нидароса Эйрик Иварссон, отправившийся в Данию. Оттуда Эйрик обратился за помощью к папе римскому.
В 1193 году баглеры начали активно действовать против Сверрира, избрав кандидатом на королевский престол Сигурда Магнуссона, сына Магнуса V. Восстание в его поддержку началось на Оркнейских островах, которыми правил в то время ярл Харальд Маддадссон. В самой Норвегии Сигурда поддерживали епископы во главе с Николасом Арнессоном. В 1194 году в битве при Флорваге восставшие были разгромлены, а Сигурд Магнуссон погиб. После этого Сверрир пригрозил карой мятежным епископам, сломив Николаса Арнессона и принудив его короновать себя, чтобы в глазах церкви выглядеть легитимным королём. Это произошло даже несмотря на то, что в том же году папа римский Целестин III отлучил от церкви короля Сверрира. Позднее тот приказал подделать письма о якобы снятии отлучения.
В 1196 году начался новый виток гражданской войны – лидеры баглеров Сигурд Ярлссон, Николас Арнессон и  Рейдар Сендеманн поддержали в качестве кандидата на престол Инге Магнуссона, внебрачного сына Магнуса V. На Боргатинге в городе Борг (ныне Сарпсборг) Инге был провозглашён королём. Поддержкой баглеры пользовались, преимущественно, в южной части Норвегии, а их столицей был город Осло. В 1197 году Сверрир созвал лейданг в северной и восточной Норвегии, выступил против своих противников и нанёс баглерам поражение у города Вике. Несмотря на это, войска Инге Магнуссона в 1198 году взяли Тронхейм, установили контроль над западной Норвегией, а позднее разбили флот Сверрира в Трёнделаге. 11 августа 1198 года баглеры заняли Берген. Сверрир отошёл, чтобы накопить новые силы.
18 июня 1199 года флот Сверрира нанёс сокрушительное поражение флоту Инге на озере Строндафьорд, а 6 марта 1200 Сверрир года захватил Осло. Весной 1201 года был взят замок Тёнсберг, один из оплотов баглеров. Ситуация сложилась в пользу Сверрира, но довести дело до конца он не сумел – 9 марта 1202 года Сверрир Сигурдссон скончался в Бергене, оставив власть своему внебрачному сыну Хакону III. Тому удалось переманить на свою сторону часть епископов, поддерживавших Инге, и добиться выдачи претендента от баглеров, который был казнён в том же году.

## Семья
В 1189 году Сверрир Сигурдссон женился на принцессе Маргарите Эриксдоттер (ок. 1155—1209), дочери короля Швеции Эрика IX Святого (1120—1160) и Кристины Датской. В официальном браке был рождён только один ребёнок:
- Кристина (ум. 1213), жена с 1209 года короля баглеров Филиппа Симонссона (1207—1217).

Внебрачные дети от Астрид Роесдоттир, дочери епископа Рои (Рое) с Фарерских островов:
- Сигурд Лавард (ок. 1175—1200)
- Хакон III (ок. 1178—1204), король Норвегии (1202—1204)